# Miron Radu Paraschivescu
Miron Radu Paraschivescu (ur. 2 października 1911 w Zimnicea, zm. 17 lutego 1971 w Bukareszcie) – rumuński poeta, eseista i publicysta, związany z miejscowością Vălenii de Munte.